# デービッド・A・グレンジャー
デービッド・A・グレンジャー（David A. Granger、1945年7月16日 - ）は、ガイアナの政治家、元軍人。同国第9代大統領を歴任した。

## 生涯
1946年、ジョージタウンで誕生。当時、同国では名門校であったクイーンズカレッジに入学。1965年に士官候補生として軍に入隊。少尉、准将と昇格。最終的に1990年、ガイアナの国家安全保障補佐官として任命された。1992年、兵役を引退。引退した同年に出版社を設立。軍事、歴史、政治に関する著書を出版し続けた。
2011年のガイアナ大統領選挙ではドナルド・ラモターに8%の大差で敗れた。2015年のガイアナ大統領選挙ではドナルド・ラモターに2%の僅差で勝利し、大統領就任宣誓を行った。大統領宣誓にて、前回の大統領選挙では「失望し、傷つき、憤慨した」と語った。2018年に支持率を減少させ、2020年ガイアナ大統領選挙では勝利を掲げたが、イルファーン・アリに敗れた。選挙は不正だと、裁判所に抗議した。